# 1254
1254 (MCCLIV) fue un año común comenzado en jueves del calendario juliano.

## Acontecimientos
- 20 de marzo: las aldeas de Calatayud logran configurarse en comunidad por privilegio de Jaime I de Aragón.
- Alejandro IV sucede a Inocencio IV como papa.
- En Salamanca (España) el rey Alfonso X el Sabio establece la organización y dotaciones ecónómicas de la Universidad de Salamanca.
- En el invierno, en Castilla, frey García Fernández de Barrantes es elegido canónicamente maestre de la Orden de Alcántara.

## Nacimientos
- 15 de septiembre: Marco Polo (69), mercader y explorador veneciano (m. 1324).

## Fallecimientos
- 7 de diciembre: Inocencio IV (69), papa italiano (n. 1185).